# Nóguez
Nóguez es una entidad de población española del municipio de Ledesma, perteneciente a la provincia de Salamanca, en la comunidad autónoma de Castilla y León.

## Historia
Hacia mediados del siglo XIX, el lugar, ya por entonces perteneciente a Ledesma, estaba despoblado. Aparece descrito en el duodécimo volumen del Diccionario geográfico-estadístico-histórico de España y sus posesiones de Ultramar de Pascual Madoz con las siguientes palabras:

NOGUEZ: desp. en la prov. de Salamanca, part. jud. y térm. municipal de Ledesma.
(Madoz, 1849, p. 177)

En 2022, tenía empadronados once habitantes.